# Claud Mintz
Claud Mintz (Highland Park, 23 de abril de 1999) é estadunidense e realiza canto estilo bedroom pop. Nasceu e cresceu nos subúrbios de Chicago, na cidade de Highland Park e posteriormente foi morar no Brooklyn, Nova York, onde reside atualmente. Claud é uma pessoa não-binária e se apresenta sob o nome artístico de Claud.

## História
Claud começou a lançar músicas sob o pseudônimo de Toast, junto a Josh Mehling, que conheceu na Syracuse University. O primeiro EP da dupla como "Toast" foi lançado em 2018. Em 2019, convidaram Claud e Mehling a abrir os shows da dupla The Marias, porém a turnê de um mês exigia que tirassem licença da universidade, então Mintz largou a faculdade e, posteriormente, pôde abrir shows de girl in red e The Neighbourhood. Em 2020, Claud formou uma banda com Clairo, Josh Mehling e Noa Frances Getzug, intitulada de Shelly. Também em 2020, Claud foi o primeiro artista a assinar com a gravadora de Phoebe Bridgers, Saddest Factory. O álbum de estreia de Mintz, Super Monster, foi lançado em 12 de fevereiro de 2021.

## Discografia

### Como Toast
- EP (2018)

### Como Claud

#### Álbuns de estúdio
- Super Monster (2021)

#### EPs
- Sideline Star EP (2019)